# Stefan Keune

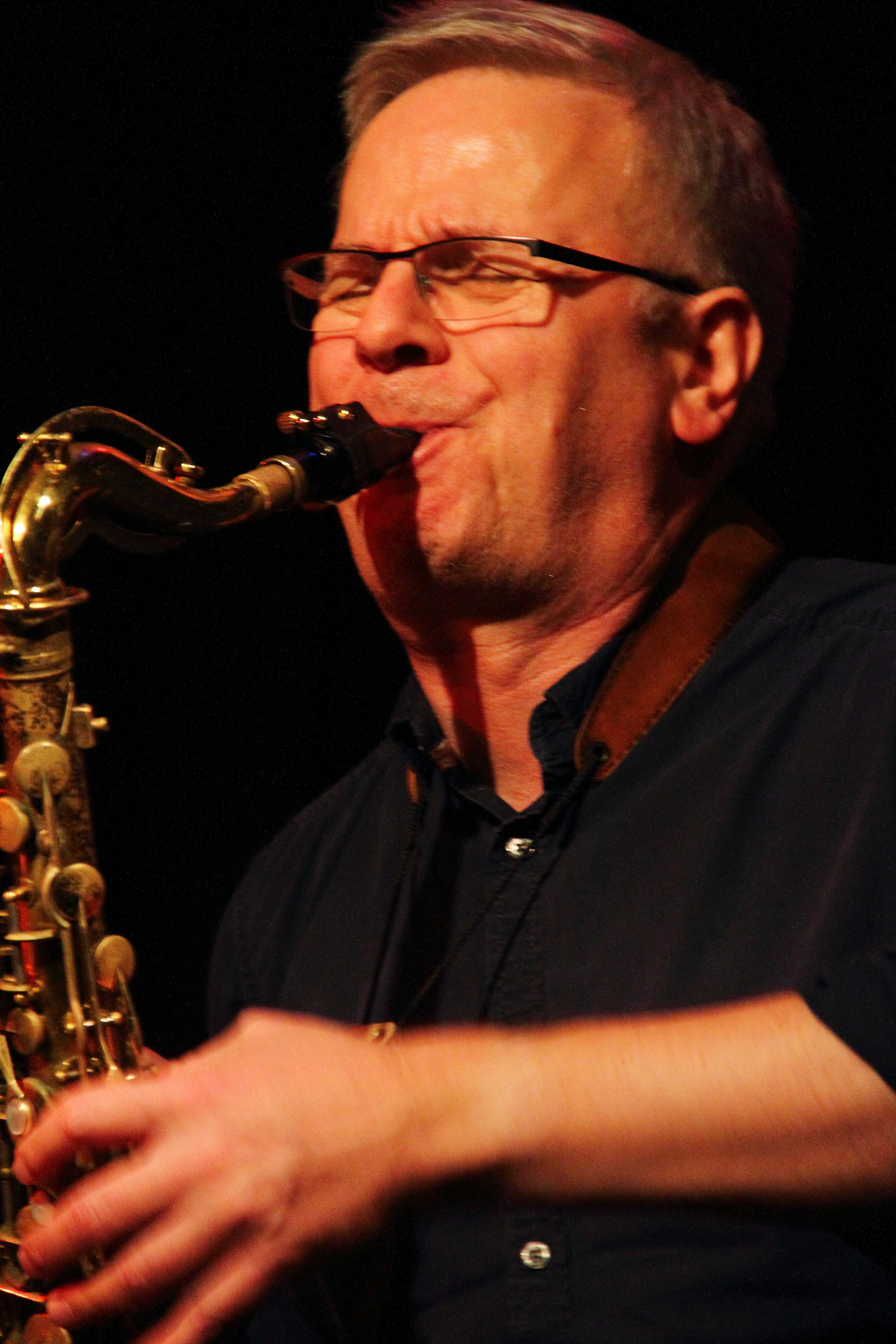
Stefan Keune beim Konzert im Club W71, 2016

Stefan Keune (* 1965 in Oberhausen) ist ein Saxophonist (Sopranino-, Alt- und Tenorsaxophon) des Free Jazz und der europäischen Improvisationsmusik.

## Leben und Wirken
Nachdem Keune sich zuvor nicht für Musik interessiert hatte, erlebte er im Jahr 1982 Peter Brötzmann in Aktion und entschied sich dafür, Saxophon zu lernen. Er studierte klassische Spieltechnik bei Privatlehrern und entwickelte sich stilistisch schnell zur freien Improvisation. Er spielte mit lokalen Formationen sowie eine Zeitlang im Trio mit Martin Blume. Zu Beginn der 1990er Jahre musizierte er im Quartett mit Dietmar Diesner, Matthias Bauer und Paul Lytton. 1991 bildete er seine erste Formation unter eigenem Namen, das Stefan Keune Trio, mit dem Bassisten Hans Schneider und dem Schlagzeuger Paul Lytton; mit dieser Band entstand 1992 das Album Loft. An Stelle von Lytton spielt jetzt Achim Krämer im Trio.
1997 gründete er mit Schneider, Lytton, Thomas Lehn, Gunda Gottschalk, Melvyn Poore, Mark Charig, Erhard Hirt, Ute Völker und Philippe Micol das Ensemble Echtzeit.
Aufmerksamkeit erlangte er durch sein Spiel mit dem britischen Gitarristen John Russell, mit dem er schon 1993 das Quartett Beware of Art (mit Lovens und Schneider) bildete. 1997 traten Keune und Russell gemeinsam bei Konzerten im Duo auf; auf dem Acta-Label wurde das Album Excerpts & Offerings im Januar 2001 eingespielt. Diese Verbindung war bedeutsam für Keunes internationale Beachtung; das Duo besuchte 2001 Japan. Im Jahr 2000 begann Keune mit dem Spiel des Altsaxophons in Verbindung mit dem Sopranino.
Seit 2013 spielt Keune regelmäßig im Trio mit Dominic Lash und Steve Noble. U.a. traten sie beim Moers Festival 2017 auf. Seit 2017 ist Keune Mitglied von XPACT (Erhard Hirt, Hans Schneider, Paul Lytton) anstelle des 2016 verstorbenen Wolfgang Fuchs.
Neben seiner Zusammenarbeit mit Paul Lovens, John Russell und Hans Schneider spielte Keune mit vielen Musikern der britischen Improvisations-Szene, wie Roger Turner, Phil Durrant, John Butcher sowie mit Vertretern der kontinentaleuropäischen Szene wie Raoul van der Weide, Onno Govaert, John Dikeman, Mats Gustafsson, Raymond Strid, Radu Malfatti oder Peter Kowald.

## Diskographische Hinweise
- 1992: Loft (Hybrid)
- 2000: Stefan Keune/John Russell: Excerpts & Offerings (Acta)
- 2001: Deluxe improvisation series vol. 2 (ASE)
- 2002: Frequency of use (Nur/Nicht/Nur Berslton) Stefan Keune/John Russell duo.
- 2004: Sunday Sundaes (Creative sources) Solo.
- 2007: John Russell/Nicole Legros/Jean-Michel van Schouwburg/Phil Wachsmann/Javier Carmona/Ashley Wales/Ivor Kallin/Steve Beresford: The Long and the Short of It (Creative Sources)
- 2008: Stefan Keune/Hans Schneider/Achim Krämer: No Comment (Free Music Production)
- 2015: Stefan Keune, Dominic Lash, Steve Noble: Fractions (NoBusiness Records)
- 2016: Stefan Keune/Paul Lovens: Live 2013 (FMR)
- 2019: Stefan Keune/Paul Lovens/John Russell/Hans Schneider: Nothing Particularly Horrible, Live in Bochum ’93 (FMR)
- 2020: Stefan Keune/Dominic Lash/Steve Noble And Now (FMR)[3]
- 2020: Stefan Keune/John Russell/Kris Vanderstraeten: On Sunday (nwoj)[4][5]
- 2021: Stefan Keune/Erhard Hirt/Paul Lytton/Hans Schneider: XPACT II (FMR)[6]
- 2023: King Übü Örchestrü: Roi (FMR)[6]
- 2023: Stefan Keune/Dirk Serries/Benedict Taylor: Live at Plus Etage, Volume 1 (nwoj)[5]
- 2023: Joachim Zoepf/Stefan Keune/Jeffrey Morgan/Martin Speicher: The Laws of William Bonney Saxophone Quartet 1993-2007 (Acheulian Handaxe)[7]
- 2025: Stefan Keune/Sandy Ewen/Damon Smith: Two Felt-Tip Pens, Live at Moers (bpaltd 24024)[8]
- 2025: Stefan Keune/Dominic Lash/Steve Noble: Black Box (Scatter Archive Bandcamp)[9]